# Lin Xiyu
Lin Xiyu, född den 25 februari 1996 i Guangzhou, är en kinesisk golfspelare.
Lin Xiyu blev professionell golfspelare 2011, och har vunnit nio tävlingar. Hon tog OS-brons i golf i samband med de olympiska spelen 2024 i Paris.